# François Heyens
François Heyens was een Belgisch schutter.

## Levensloop
Heyens nam deel aan de aan de Olympische Zomerspelen van 1920 te Antwerpen. Met het Belgisch team (voorts bestaande uit Paul Van Asbroeck, Conrad Adriaenssens, Joseph Haesaerts en Arthur Balbaert) werd hij er vijfde in het onderdeel 'pistool, 50 meter team'. In het onderdeel 'kleinkalibergeweer, 300 meter' eindigde hij met de nationale equipe (zelfde samenstelling) op de 12e plaats. Ook nam hij deel aan de individuele proef op dit onderdeel, maar dat resultaat bleef niet bewaard.